# Syndens datter
Syndens Datter er en dansk stumfilm fra 1916, instrueret af August Blom og produceret af Nordisk Film Kompagni. Filmens manuskript er skrevet af Agnete von Prangen.

## Handling
| „ | Overalt i Verden, hvor denne Film naaer frem, vil Tilskuere i Tusindtal med bankende Hjerte og i ivrig Spænding følge Lappeskomagerens Plejedatter paa hendes skæbnesvangre Vej op gennem Herregaardens gyldne Sale – og derfra ned i Tilværelsens Sump. | “ |
|   | — Nordisk Film programtekst |   |

Basil Stillton (Johannes Ring) har arvet sin brors gods efter hans nylige død. Iblandt hans efterladenskaber finder Basil et brev hvori broren indrømmer han er far til et uægte barn – Gerd (Agnete von Prangen – )med en pige der var så langt under hans stand at han ikke kunne bekvemme sig til at ægte hende. Datteren var blevet sat i pleje hos skomager Vaine. I brevet beder broren Basil tage sig af datteren for at gøre noget af sin skade god igen. Til sin store overraskelse finder Basil at den uægte datter er en køn ung 18-årig pige. Pigen bliver selv ganske overrasket og forvirret da hun får sagens rette sammenhæng at vide og at det er den fornemme godsejers agt at adoptere hende og lade hende bo på godset. Hun afslår respektfuldt hans tilbud. Hun mener at der vist alligevel aldrig kan blive en fin dame ud af en simpel pige som hende. Men Basil har fattet sympati for det frimodige pigebarn og insisterer på at hun kommer med ham og bosætter sig på godset og hun indvilger så.
Et års tid senere får Basil besøg af en nevø, Henry Born (Olaf Fønss). Henry falder hurtigt for adoptivdatteren Gerd og hun ligeså med ham og ikke mere end et par uger senere frier han til hende. Gerd giver udtryk for at hun for hendes part gerne vil giftes, men at han først må tale med greven så han komme til at forstå hendes baggrund, fødsel og opvækst, da hun mener dette måske vil få ham til at ændre mening. Men det gør det ikke og de bliver lykkeligt gift.
Et par års lykkeligt ægteskab følger og også en yndig lille datter som begge forældre forguder. Men da kommer Gerds baggrund i de fattige kår tilbage i form af en samvittighedsløs skurk ved navn Charles, der opsøger hende og prøver at afpresse hende for penge. For at slippe for ham giver Gerd ham nogle småpenge, men da hendes mand Henry i samme øjeblik træder ind, fortæller hun ham at det blot er en fattig tigger hun har hjulpet med et lille beløb. Han tvivler dog på sandheden i dette og senere må hun tilstå at hun har løjet – men insisterer på at hun udelukkede løj for at skåne ham fra hendes uhyggelige fortid. Imidlertid har Charles ikke i sinde at lade sig nøje med en smule penge. Under sit besøg havde han stjålet nøglen til hoveddøren og samme aften låser han sig selv ind for at stjæle nogle af de kostbare ting i hjemmet. Kun Gerd er hjemme og hun ligger og sover, men netop som tyven er ved at bryde nogle skuffer op kommer Henry hjem, og Charles prøver at gemme sig i Gerds soveværelse. Da Henry finder Charles i sin kones sovekammer, tror han de har været ham utro. Gerd bedyrer sin uskyld, men han vil ikke hører og beordre hende til straks at forlade sit hjem. Gerd må da søge ud på gaden med sit lille barn.
Nogle år går. Gerd bor i et tarveligt værelse i en af byens sidegader. Hendes mand har hun ikke hørt noget til. I stedet forsøger hun sin lille familie ved at sy for en butik. Men en dag bliver barnet syg og er i fare for at dø. Gerd har ikke penge til at købe medicin men vil alligevel af stolthed ikke opsøge sin mand. I stedet bliver hun overtalt af en nabo – en af gades løse fugle – til at glemme sin væmmelse og følge med hende til en natcafe, for der at møde nogle mænd der gerne vil betale for en så smuk pige. Nogle timer senere kommer Gerd hjem, både med medicin og penge – men i mellemtiden er barnet alligevel dødt. Hendes opofrelse har været forgæves.
Sorgen over at miste sit barn kaster Gerd ud i et liv i byens letlevende natteliv. Ved et tilfælde møder hun her sin plejesøster Dorrit (Ingeborg Bruhn Bertelsen), som trods sine kun 16år allerede er ved at rode sig ud i noget forkert – og tilmed at det er hendes gamle nemesis Charles der har lokket den purunge pige til at rende hjemmefra. Gerd beslutter sig nu for at omlægge sit liv for at hjælpe den unge vildledte Dorrit. Til sin rædsel opdager hun senere at Charles har fundet Dorrit og nu prøver at overtale hende til at komme med ham. I vildskab og forbitrelse tager Gerd en kniv og truer Charles på livet  hvis han ikke forsvinder. Men Charles springer på hende og i kampens hede bliver hun dødeligt såret af kniven.
Da hun føler sin sidste time nærme sig, tilkalder Gerd sin mand og fortæller ham om hendes liv og deres datter og hvordan det formede sig efter han satte dem på porten. Henry indser da sin store brøde og modtager grædende sin kones tilgivelse. Han lover da at ville tage Dorrit og opfostre hende som hun var hans egen datter.

## Medvirkende
| Skuespiller              | Rolle                        |
| ------------------------ | ---------------------------- |
| Johannes Ring            | Basil Stillton, godsejer     |
| Olaf Fønss               | Henry Born, Basils nevø      |
| Agnete von Prangen       | Gerd Vaine, et uægte barn    |
| Ingeborg Bruhn Bertelsen | Dorrit, Gerds plejesøster    |
| Hugo Bruun               | Charles, en ung proletar     |
| Gyda Aller               | Mary Life, en letsindig pige |
| Betzy Kofoed             |                              |
| Johanne Krum-Hunderup    |                              |

## Titel
dansk supplerede titler:
- Den der sejrer
- Pigen fra Baggaarden

udenlandske titler:
- norsk: Den som seirer
- svensk: Den som segrar
- engelsk: Nobody's daughter
- spansk: El que triunfa
- tysk: Gestrandet
- tysk: Glaube an mich
- fransk: Celui qui triomphe
- portugisisk: Suspeita iníqua